# 月坛北街
39°55′01″N 116°20′39″E / 39.91703°N 116.34414°E
月坛北街是位于中国北京市西城区西部的一条街。
2013年12月28日，中共中央总书记习近平到位于此处的庆丰包子铺吃包子。

## 简介
月坛北街东起阜成门南大街与武定侯街相连，西到三里河路钓鱼台国宾馆正门，因地处月坛北侧而得名。月坛北街始创于1950年代，经过多次拓宽。
以“月坛”为名的道路还有月坛南街、月坛西街，和月坛北街一样均以位于月坛的方向而得名。月坛西街有月坛西街东里、月坛西街西里，月坛南街有月坛南街北里。其中，月坛南街原分为两段，东段称“社会路”，西段称“三里河”，1965年统称“月坛南街”。